# Академија струковних студија Јужна Србија
Академија струковних студија Јужна Србија са седиштем у Лесковцу основана је 30. маја 2019. године, одлуком Владе Србије статусном променом спајања самосталних високошколских установа у њеном саставу.
Академија у свом саставу има три Одсека:
- Oдсек Висока пословна школа Лесковац у ул. Владе Јовановића бр.8,
- Одсек Висока школа за васпитаче Бујановац, ул. Карађорђев трг бб и
- Одсек Висока технолошко уметничка школа Лесковац, са седиштем у Лесковцу у ул. Вилема Пушмана бр. 17.

## О Академији
Седиште Академије је на адреси Партизанска бр.7 Лесковац. Академија обавља делатност високог образовања у седишту Академије и у седиштима Одсека. Послује на основу Дозволе за рад издате од стране министарства надлежног за послове високог образовања. Самостална је високошколска установа, која остварује основне струковне студије, специјалистичке струковне студије и мастер струковне студије из следећих oбразовно-научних поља и то:
- Друштвено-хуманистичке науке,
- Техничко-технолошке науке и
- Уметност.

## Студијски програми Академије

### Одсек Висока пословна школа Лесковац

#### Основне струковне студије
- Пословна информатика и е-бизнис
- Финансије, рачуноводство и банкарство
- Менаџмент у бизнису
- Туризам и угоститељство
- Менаџмент гастрономије

#### Специјалистичке струковне студије
- Дигитални маркетинг и е-трговина
- Менаџмент технологије хране и гастрономије

#### Мастер струковне студије
- Пословна економија и е-бизнис

### Одсек Висока школа за васпитаче Бујановац

#### Основне струковне студије
- Основне струковне студије за образовање васпитача за рад у предшколској установи

#### Мастер струковне студије
- Струковни мастер васпитач

### Одсек Висока технолошко уметничка школа Лесковац

#### Основне струковне студије
- Заштита животне средине
- Безбедност на раду
- Текстилно инжењерство
- Модни дизајн

#### Мастер струковне студије
- Текстилно инжењерство
- Заштита животне средине
- Дигитални дизајн одеће